# Şarkışla
Şarkışla er en provinsby i det centrale Anatolien i Tyrkiet, som er tilknyttet Sivas-provinsen. Befolkningstallet var 22.063 i slutningen af 2008.
Den nuværende borgermester er Kasim Gültekin fra partiet BBP (Büyük Birlik Partisi). Provinsen omfatter i alt 4 underdistrikter (Cemel, Gürçayır, Akçakışla, Kızılcakışla) og i alt 93 landsbyer. Provinsen dækker over et areal på 2.256 km².
Af kendte personer fra Şarkışla kan nævnes Aşık Veysel, som er en af de mest berømte tyrkiske folkedigtere og sangere fra det 20. århundrede. Derudover er der også den kendte kvindelige hollandske politiker Nebahat Albayrak, som er født (1968) i landsbyen Maksutlu i denne provins.
Vejret er for det meste solrigt og tørt. Skyerne er høje med en del fugtighed. I sommeren er det et relativt bedre sted at leve, og om vinteren er der meget koldt i Şarkışla.
Der er adskillige dæmninger i og omkring byen, som anvendes til landbrugs- og rekreative behov. De findes blandt andet i landsbyerne: Gümüstepe, Maksutlu og Döllük.
Byen har en lang historisk baggrund. Şarkışla er kendt for i oldtiden at være befolket af romerne. Der er også naturligt eksisterende høje bakker midt i byen.
Der har været en stor udvandring fra provinsen i de seneste 50 år, især i starten af 1960'erne har mange immigreret til europæiske lande såsom: Danmark, Holland, Tyskland, Frankrig, Østrig, Italien og Belgien, og inden for selve Tyrkiet er mange flyttet til storbyerne Istanbul, Ankara, Kayseri, Izmir og Mersin. Uden for selve Şarkışla, menes provinsen at have i alt 90.000 borgere.
Tyrkisk-anatolske kulturelle motiver kan også ses i Şarkışla. Byen er især kendt for sine traditionelle tæpper (kilim), et rigt tyrkisk køkken og mange forskellige regionale fødevarer og måltider. Byen har været et godt eksempel for de små landsbyer i regionen i de sidste årtier i form af generelle forbedringer.
 Der er for få eller ingen kildehenvisninger i denne artikel, hvilket er et problem. Du kan hjælpe ved at angive troværdige kilder til de påstande, som fremføres i artiklen.